# Дашівський район
Да́шівський райо́н — колишній район Гайсинської і Вінницької округ, Вінницької області.

## Історія
Утворений 7 березня 1923 року з центром у Дашеві в складі Гайсинської округи Подільської губернії.
27 березня 1925 року до району приєднані села Пархомівка, Талалаївка і Хрінівка Оратівського району Уманської округи.
3 червня 1925 року після розформування Гайсинської округи приєднаний (без сіл Талалаївка і Хрінівка) до Вінницької округи.
- Село Талалаївка приєднане до Ситковецького району, переданого до Вінницької округи;
- Село Хрінівка приєднане до Іллінецького району Бердичівської округи.

Після ліквідації округ 15 вересня 1930 року райони передані в пряме підпорядкування УСРР.
Ліквідований 3 лютого 1931 року з віднесенням території до складу Іллінецького району.
Відновлений 13 лютого 1935 року вже як складова частина Вінницької області. До складу району включені:
- Білківська, Бондурівська, Дашівська — єврейська, Дашівська — українська, Жаданівська, Кальницька, Кам'яногірська, Кантелинська, Криштонівська, Кошланська, Китайгородська, Купчинецька, Хрінівська, Копіївська, Польовська, Пархомівська, Рахно-Собівська, Тодорівська, Шабельнянська, Шуро-Бондурівська, Янушівська та Яструбинецька сільські ради Іллінецького району;
- Розсоховатська, Слободищівська, Городецька, Чарторийська та Леухівська сільські ради Гайсинського району.

Ліквідований 21 січня 1959 року з віднесенням території до Гайсинського та Іллінецького районів.